# Шаглынь
Шаглынь (Щаглынь) — река в России, течёт по территории Псковского и Палкинского районов Псковской области. Устье реки находится в 5 км по левому берегу реки Щепец. Длина реки — 12 км.

## Данные водного реестра
По данным государственного водного реестра России относится к Балтийскому бассейновому округу, водохозяйственный участок реки — Великая. Относится к речному бассейну реки Нарва (российская часть бассейна).
Код объекта в государственном водном реестре — 01030000212102000029058.